# 프랜체스카 바티스텔리
프랜체스카 바티스텔리(Francesca Battistelli, 1985년 5월 18일 ~ )는 미국의 싱어송라이터이다.